# Єнс Якоб Берцеліус
Єнс Якоб Берцеліус (швед. Jöns Jakob Berzelius, нар. 20 серпня 1779, Лінчепінг, Швеція — пом.7 серпня 1848, Стокгольм, Швеція) — шведський хімік, якого вважають одним із батьків хімії нарівні з Дальтоном, Бойлем і Антуаном Лавуазьє.

## Внесок в науку
Відкрив церій, селен, торій, уперше отримав у вільному стані кремній, титан, тантал, цирконій, визначив атомну вагу 46 відомих на той час хімічних елементів і ввів для них літерні позначення. 
Уточнив і розвинув уявлення про атом та електричну спорідненість, запропонувавши першу концепцію хімічної взаємодії — електрохімічну теорію. Берцеліус вважав, що, оскільки солі в розчині під дією електричного струму розкладаються на негативні й позитивні компоненти, всі сполуки повинні складатися з позитивних і негативних частин-радикалів (дуалістична теорія Берцеліуса). Оксиген найбільш електронегативний елемент, і ті елементи, які утворять з ним сполуки з властивостями основ, електропозитивні, а ті, які утворять речовини з кислотними властивостями, електронегативні. Згідно з цим Берцеліус отримав шкалу елементів, першим елементом якої був кисень, потім ішли сірка, азот, фосфор і т. д. з переходом через водень до натрію, калію й інших металів. До 1840-их років, однак, стало ясно, що електрохімічна теорія не може пояснити існування простих двоатомних молекул або реакцію заміщення водню хлором.
Єнс Якоб Берцеліус ввів терміни «органічна хімія», «алотропія», «ізомерія».

## Нагороди та відзнаки
У 1807 році Берцеліус здобув звання професора хімії та фармакології в Каролінському інституті. 10 листопада 1829 року Берцеліус став почесним членом Шведської Королівської академії словесності. Нагороджений медаллю Коплі в 1836 році.